# Fira de Llevant

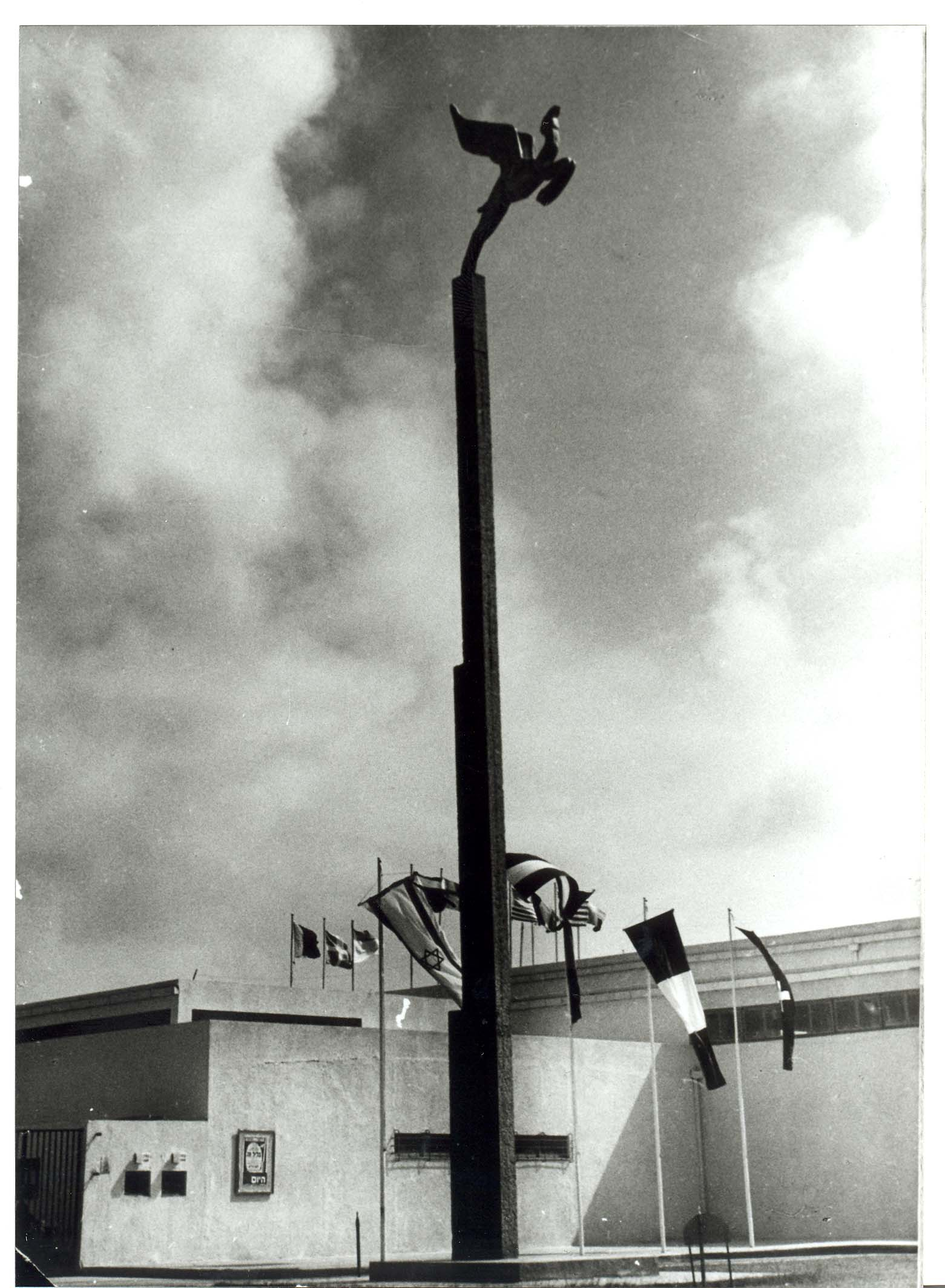

La Fira d'Orient (en hebreu יריד המזרח, Yarid hamizraj) fou una fira internacional que se celebrà prop del port de Tel-Aviv durant la dècada dels 1930. És també el sobrenom del lloc on es va celebrar la fira.

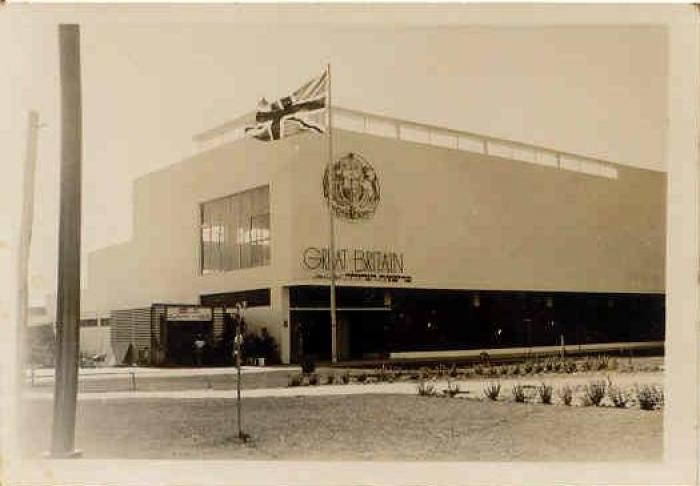
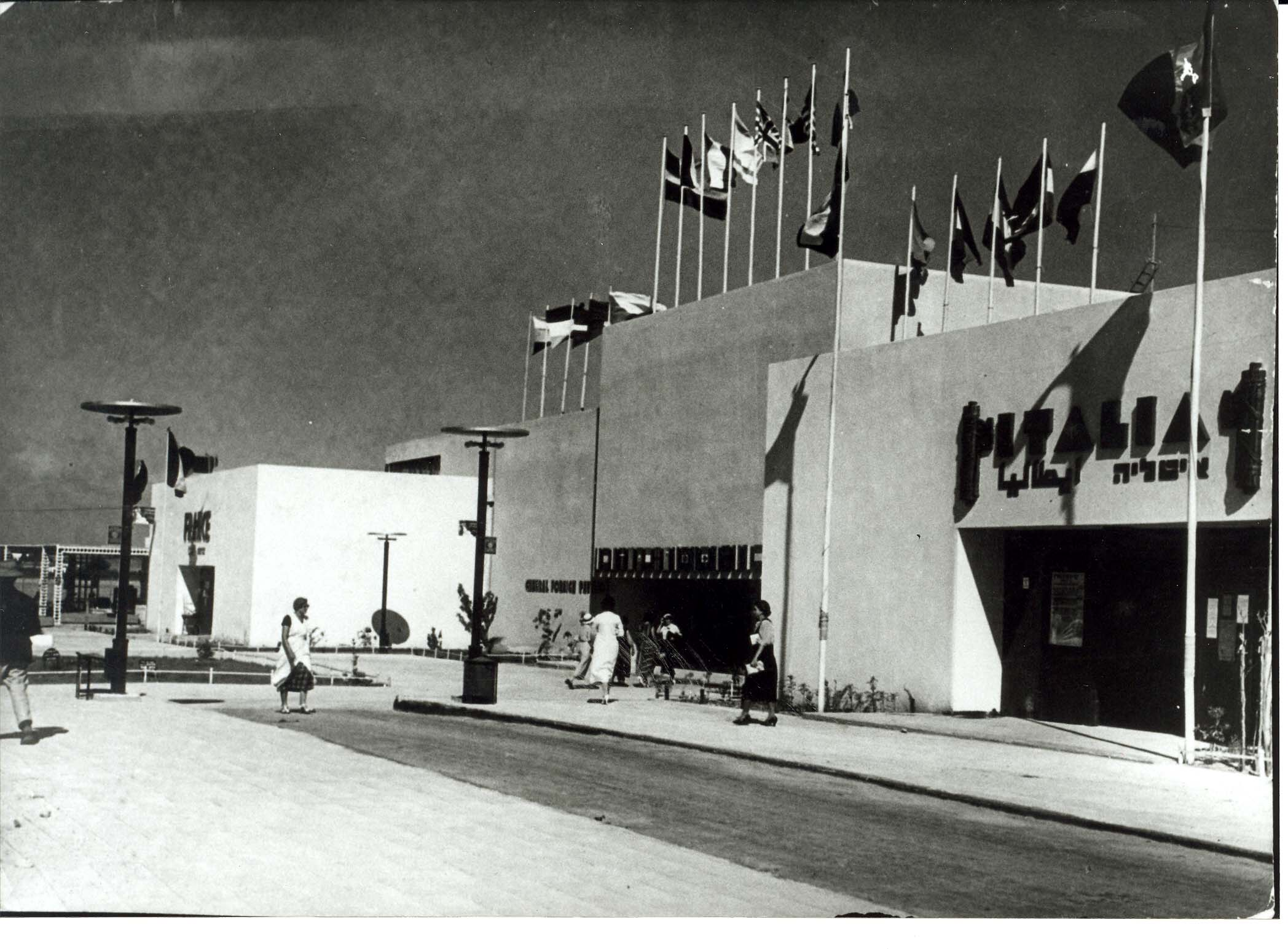
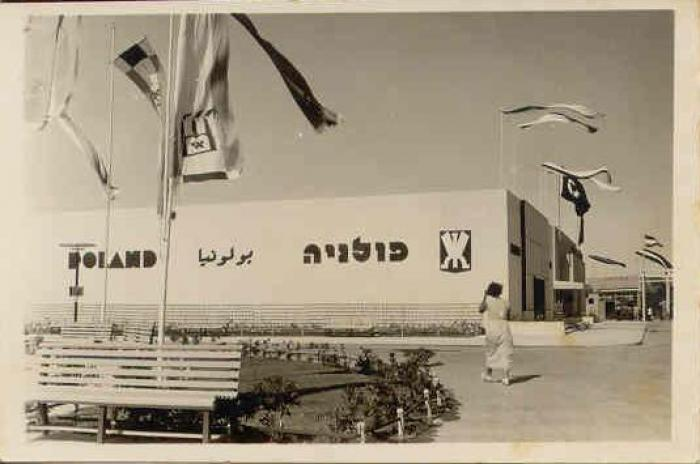
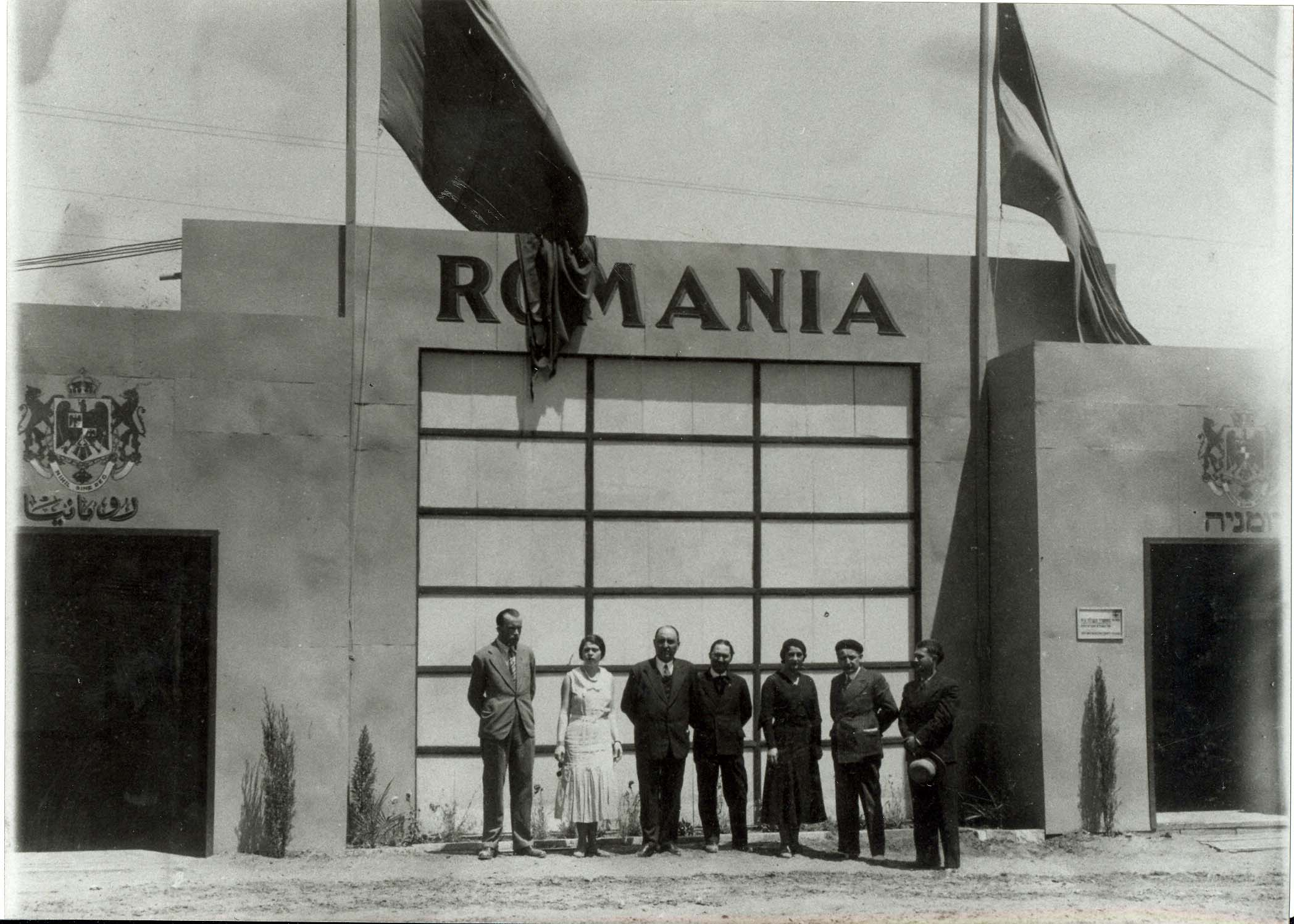
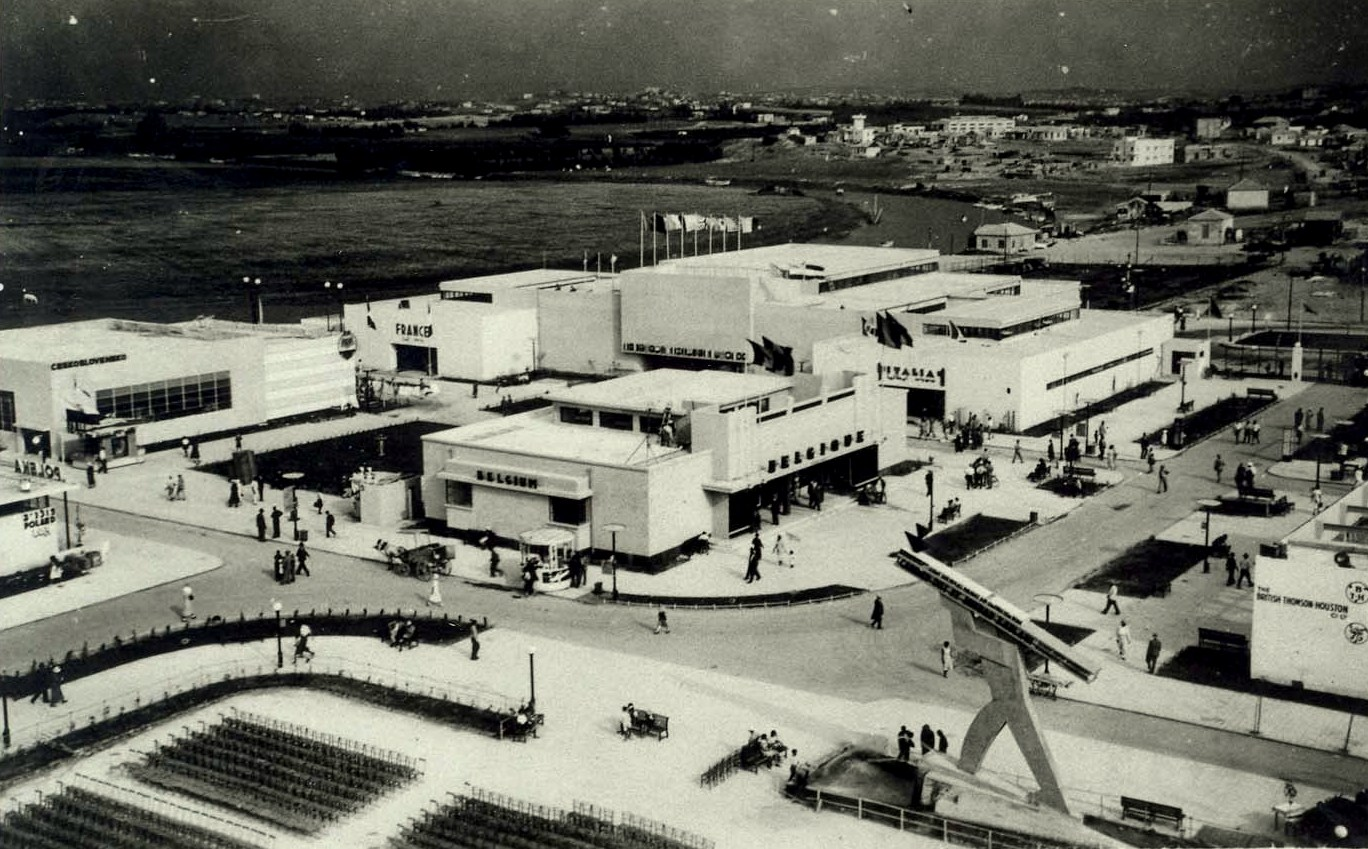
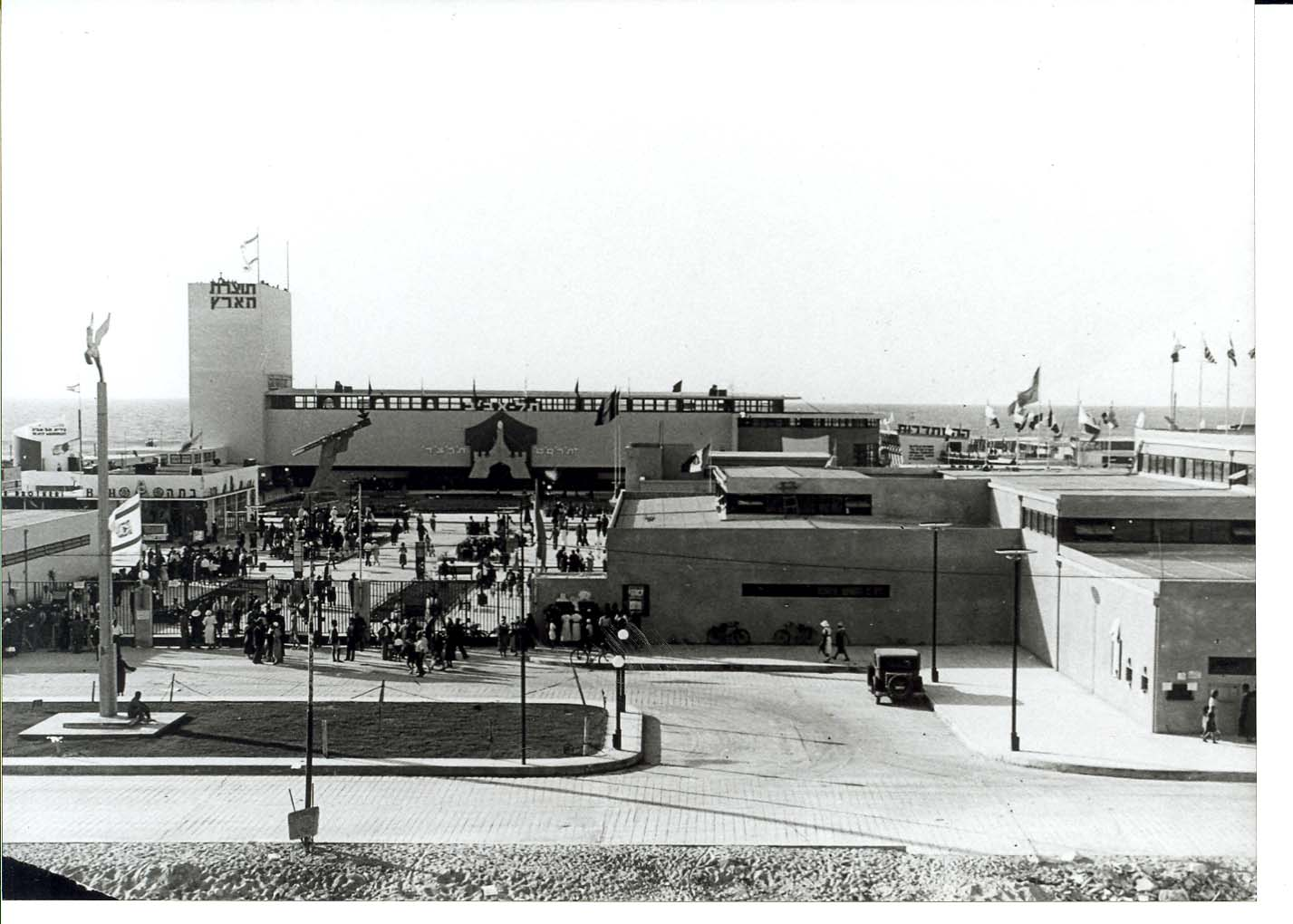